# Angelo Ribossi
Angelo Ribossi (1822 – 1886) è stato un pittore italiano.

## Biografia
Risiedette a Milano, dove studiò all'Accademia di Brera sotto la guida di Giuseppe Sogni e Luigi Sabatelli. Le sue prime opere furono di argomento storico e biblico, tra cui un Sant'Angelo all'Esposizione del 1847. Dopo il 1860, iniziò a dipingere la storia recente, come Notizia dell'Annessione di Napoli giunge a Milano nel 1861. Dipinse anche scene drammatiche, spesso da romanzi, in abiti dei secoli precedenti, tra cui Il prete artista e Maternità . Tra le sue opere: Contadina della Valle Sassina e Il momento desiderato (esposti nel 1864 a Milano); Agnese di Besozzo contempla il ritratto del proprio amante Ruggiero di Baggio (esposto nel 1865 a Torino); una tela a olio, raffigurante Filippo Maria Visconti con Beatrice di Tenda (esposta nel 1870 a Parma); La vigilia del Natale (esposta nel 1872 a Milano); Il cuoco mal pratico, L'ammaliatrice e Il vino del padrone (esposti nel 1880 a Torino); Cuoco mal pratico, Passatempo istruttivo e Momento di buon umore (esposti nel 1881 a Milano); Momento opportuno (esposto nel 1883 a Milano); Il Babau e Prete artista (esposti nel 1886 a Milano). Altre opere includono Scherzo innocente, Scene di famiglia e Divertimento lecito (esposti nel 1884 a Milano). Espose dipinti alla mostra del Centenario del 1876 a Filadelfia. Dipinse anche una scena dalla capanna dello zio Tom raffigurante Zio Tom con Evangelina.